# Stela Zajárova
Stela Zajárova (Odesa, Ucrania, 12 de julio de 1963) es una gimnasta artística rusa especialista en la prueba de salto de potro, con la que ha llegado a ser dos veces subcampeona del mundo en 1979 y 1981, compitiendo con el equipo de la Unión Soviética.

## Carrera deportiva
En el Mundial de Fort Worth 1979 gana la plata por equipos, tras Rumania y por delante de Alemania del Este, siendo sus compañeras: Nellie Kim, Elena Naimushina, Natalia Shaposhnikova, Natalia Tereschenko y Maria Filatova; asimismo gana la plata en salto de potro, tras la rumana Dumitriţa Turner y por delante de la soviética Nellie Kim y alemana Steffi Kraker.
En los JJ. OO. de Moscú de 1980 ganó por equipos —por delante de Rumania y Alemania Oriental—.
Por último en el Mundial de Moscú 1981 gana el oro por equipos, y la plata en salto de potro, tras la alemana Maxi Gnauck y por delante de otra alemana Steffi Kraker.